# Transição para a televisão digital

Mapa mundial do progesso da transição para a televisão digital:
Transição completa; todos os sinais analógicos encerrados
Transição quase completa; maioria dos sinais analógicos encerrada
Transição em progresso; transmitindo em sinais analógicos e digitais
Transição não planejada ou iniciada, ou em estágios iniciais
Sem informação disponível

A transição para a televisão digital é o processo pelo qual um país ou região interrompe a emissão dos operadores analógicos em favor da televisão digital que os substitui. Isso envolve principalmente a conversão da televisão analógica terrestre para a televisão digital terrestre. Porém, também emprega a conversão do cabo analógico para o cabo digital, tal como o satélite analógico para o digital.
Em vários países, um serviço de transmissão simultânea é operado, onde é realizada uma transmição disponível para os telespectadores tanto em analógico como digital. À medida que a transmissão digital se torna mais popular, mais provével é que os serviços analógicos ainda em vigor sejam removidos. Em alguns casos, isso ocorreu, onde uma emissora ofereceu incentivos para os seus clientes para os motivar ou forçar o processo de transição, especialmente no que diz respeito às transmissões terrestres. A intervenção do governo geralmente envolve a prestação de algum financiamento para as emissoras e, em alguns casos de alívio monetário aos telespectadores, para permitir uma transição dentro de determinado prazo.
A transição para os países individuais varia, em algumas nações, onde está a ser implementado por etapas como é exemplo a Índia e o Reino Unido, onde cada região tem uma data definida para desligar o analógico. Noutros, o país inteiro submetesse a um processo imediato, como a Holanda, que desligou todos os serviços analógicos no dia 11 de dezembro de 2006.